# 칠전팔기 구해라 OST Part 7
《칠전팔기 구해라 OST Part 7》는 엠넷 뮤직드라마 칠전팔기 구해라의 사운드트랙 음반이다. 타이틀곡 I'm In Love는 원곡 라디의 곡으로 유성은과 진영이 리메이크해 부른 곡이며, 1번 트랙의 진심은 원곡 김광진의 곡으로 칠전팔기 팀이 리메이크해 부른 곡이다.

## 트랙리스트
| #  | 제목            | 작사·작곡 | 재생 시간 |
| -- | --------------- | --------- | --------- |
| 1. | 〈진심〉        | 김광진    | 4:04      |
| 2. | 〈I'm In Love〉 | 라디      | 3:56      |